# Zakrzewo-Ranki
Zakrzewo-Ranki – część wsi Zakrzewo Wielkie w Polsce, położona w województwie mazowieckim, w powiecie mławskim, w gminie Wieczfnia Kościelna.
W latach 1975–1998 Zakrzewo-Ranki administracyjnie należało do województwa ciechanowskiego.